# NGC 6995
NGC 6995 é um remanescente de supernova na direção da constelação de Cygnus. O objeto foi descoberto pelo astrônomo John Herschel em 1825, usando um telescópio refletor com abertura de 18,6 polegadas. 